# Marc Ecko

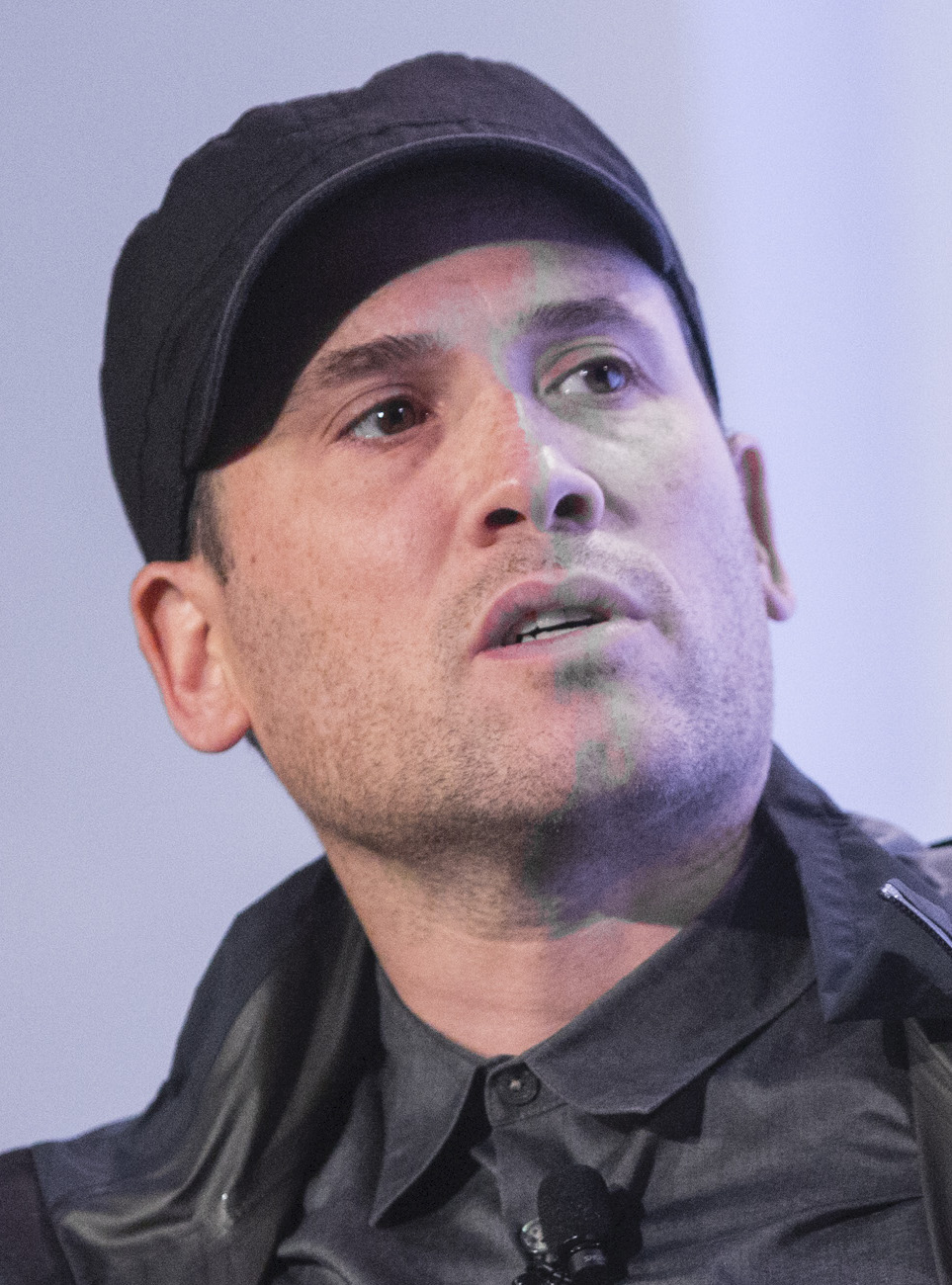
Marc Ecko (2015)

Marc Louis "Ecko" Milecofsky (East Brunswick, New Jersey, 29 de agosto de 1972), mais conhecido como Marc Ecko, é um empresário, estilista e artista norte-americano. Ele é o fundador e diretor de criação da Eckō Unltd., uma companhia global bilionária de moda. Ele também fundou a revista Complex em 2002. 
Marc Ecko tem negócios em vários mercados distintos, em empresas de moda como Avirex, G-Unit, Marc Ecko Cut & Sew, Zoo York, dentre outras, que fazem parte do grupo Eckō Unltd.